# شي
شي (بالنرويجية: Ski)‏ هي بلدية ومدينة في مقاطعة آكرشوس بالنرويج وتنتمي لمنطقة فولو التاريخية. تعد شي أكبر مدينة من حيث المساحة والتعداد السكاني في منطقة فولو، وهي بذلك تعد، بحكم الأمر الواقع، عاصمة للمنطقة. تشتمل شي على مستشفى، محكمة المنطقة، مركز الشرطة والعديد من مرافق الخدمات العمومية الأخرى.

## التسمية
بلدية شي أخذت اسمها من مدينة شي عندما أصبحت بلدية مستقلة مع مدينة شي كمركز إداري لها. مدينة شي سميت نسبة إلى مزرعة شايدي وهو اسم مشتق من كلمة نوردية قديمة تعنى «مضمار لسباق الخيول» وعلى الأرجح فإن المزرعة كانت معروفة بسباق الخيول خلال العصور الوسطى. هذا وقد كان هناك اعتقاد سائد أن الاسم يشير للتزلج لكنه في الحقيقة يشير لسباق الخيول.

## التاريخ
وجد علماء الآثار بقايا تجمعات تعود لـ11,000 عام وفي شي وحدها وجدت أكثر من 300 أداة تعود للعصر الحجري.
خلال العصور الوسطى كانت شي تسير من طرف أسقفية محلية يعود تاريخية لـ1150. خلال القرن التاسع عشر شكلت شي وكراكستاد بلدية واحدة وكانت كراكستاد هي المقر الإداري.
في عام 1931 قسمت كراكستاد إلى بلدتين، كراكستاد جنوبا وشي شمالا، مع العلم أنه في هذه الفترة شهدت كراكستاد نموا سريعا مقارنة بكونها منطقة زراعية.
بحلول عام 1964 أصبحت شي مدينة مزدحمة ومركزا تجاريا هاما لكل المناطق الريفية المجاورة، واستمرت في التوسع على حساب المناطق الجنوبية ونتيجة لهذا، وفي 1 يناير/كانون الثاني من نفس العام، تم ضم كراكستاد إلى بلدية شي. اليوم يستعمل اسم كراكستاد للإشارة إلى قرية تقع في الجزء الجنوني الشرقي لمدينة شي.

## شعار النبالة
اعتمد شعار النبالة سنة 1986 وهو مستلهم من رمز كانت يستعمل منذ 1979 وهو يرمز للمعنى الأصلي لكلمة «شي» حيث يصور رؤوس ثلاثة أحصنة بلون فضي مع خلفية زرقاء.

## الجغرافيا
تقع شي جنوب العاصمة أوسلو. تحدها كل من أوسلو شمالا، أوباغور غربا، أينيباك شرقا، آوس في الجنوب الغربي وهوبول في الجنوب الشرقي. شي لا تملك منفذا للبحر ويفصلها عن خلل أسلو فيورد عن أوباغور وآوس.
تضاريس شي يغلب عليها الطابع التلي، وتشتمل على العديد من الغابات (تقدر مساحة الغابات بـ102.12 كيلومترا مربعا من أصل 165.5 كيلومترا مربعا، المساحة الكلية للبلدية) والأراضي الزراعية التي تتقاطع مع التجمعات السكانية، إلى جانب مدينة شي، التجمعات السكانية الأخرى البارزة هي قرية كراكستاد، سيغارود ولانغهوس. 

## المجموعات العرقية
عدد الأقليات (الجيل الأول والثاني) في بلدية شي (2015):
| الموطن الأصلي | العدد |
| ------------- | ----- |
| بولندا        | 456   |
| فيتنام        | 343   |
| إيران         | 308   |
| باكستان       | 301   |
| السويد        | 160   |
| العراق        | 142   |
| ليتوانيا      | 113   |
| أفغانستان     | 101   |

## الاقتصاد
يمر ببلدية شي الطريقين السريعين E6 وE18 اللذان يصلان أوسلو بالسويد مرورا بالمناطق الشرقية للنرويج، كما يمر بها الخط الرئيسي للسكك الحديدية بالجنوب.
تاريخيا كان شي منطقة ريفية ولازالت الزراعة لليوم تهمين على اقتصاد المنطقة، لكن موقعها المميز في قلب المنطقة وكونها معبر لطريقين سريعين هامين والخط الرئيسي للسكك الحديدية فإنها أصبحت مركزا للتجارة والنقل، وهذا ما شكل عامل جذب للعديد من الشركات والمصانع التي تتخذ من شي مركزا لها. 

## اتفاقيات التوأمة
بلدية شي لديها اتفاقيات توأمة مع كل من:
- كيركونومي، فنلندا الجنوبية، فنلندا.[8]
- مونكيدال، مقاطعة فسترا يوتالاند، السويد.[9]

## روابط خارجية
- معلومات حول البلدية في موقع الإحصاءات النرويجي.
- دليل السياحة في شي على Wikivoyage.